# Fibrosi polmonare
La fibrosi polmonare è un quadro strutturale al quale portano numerose malattie del polmone. Consiste in una degenerazione fibrosa del parenchima polmonare, con sindrome restrittiva: è quindi una pneumopatia cronica interstiziale, che interessa appunto l'interstizio polmonare, che è quella porzione di polmone che circonda bronchi, arterie e vene polmonari.
Talora prende anche il nome di interstizio peribroncovascolare.
La forma primitiva, rara, è detta fibrosi polmonare idiopatica.